# 2013年世界ジュニア柔道選手権大会
2013年世界ジュニア柔道選手権大会（第18回世界ジュニア柔道選手権大会）はスロベニアのリュブリャナで2013年の10月23日から10月27日まで開催された。今大会からジュニアの年齢が、男女とも大会開催年の12月31日時点で15歳以上21歳未満に変更されることになった。また、男女ともに各国の代表が最大で10名までに制限された。2012年には世界ジュニアが開催されなかったため、2年ぶりの開催となる。なお、今大会から男女の団体戦も施行されることになった。個人戦の優勝者には2000ドル、2位には1400ドル、3位には800ドル、団体戦の優勝チームには4000ドル、2位には2800ドル、3位には1600ドルがそれぞれ授与される。

## 大会結果

### 男子
| 階級        | 金                           | 銀                           | 銅                                          |
| ----------- | ---------------------------- | ---------------------------- | ------------------------------------------- |
| 55kg以下級  | ヴァンサン・モンケスト       | マイタ・アルマンド           | レリ・チェリーゼ ビトル・トレンテ           |
| 60kg以下級  | アン・バウル                 | ディヨルベク・ウロズボエフ   | 大島優磨 アフメト・シャヒン＝カバ           |
| 66kg以下級  | 橋口祐葵                     | 竪山将                       | アドリアン・ゴムボッチ ジェレミー・モレイラ |
| 73kg級      | アントニオ・エスポジト       | サルバル・ショムロドフ       | ロマン・ムストプロス ガブリエル・メンデス   |
| 81kg以下級  | アレクシオス・タナツィディス | 小原拳哉                     | ドミニク・レッセル ママダリ・メフディエフ   |
| 90kg以下級  | ベカ・グビニアシビリ         | サマト・イェッセン           | パトリク・シェチョムスキ エンリケ・シルバ   |
| 100kg以下級 | レイズ・カヨル               | キム・イヒョン               | 小川竜昂 トマ・ニキフォロフ                 |
| 100kg超級   | アントン・クリボボコフ       | ウルジバヤル・ドゥレンバヤル | レヴァニ・マチアシビリ ルアン・シルバ       |

### 女子
| 階級       | 金                       | 銀                                 | 銅                                                          |
| ---------- | ------------------------ | ---------------------------------- | ----------------------------------------------------------- |
| 44kg以下級 | アナスタシア・パフレンコ | アンドレア・ステファネスク         | 山内穂乃花 オルファ・サウディ                               |
| 48kg以下級 | イリーナ・ドルゴワ       | アレクサンドラ・ポップ             | 山崎珠美 アマンディーヌ・ブシャール                         |
| 52kg以下級 | サフォー・チョバン       | ジェシカ・ペレイラ                 | ラリサ・フローリアン オデッテ・ジュフリーダ                 |
| 57kg以下級 | アリエタ・ポドラッチ     | カトリーヌ・ボーシュマン＝ピナール | 出口クリスタ ファビエンヌ・コッハー                         |
| 63kg以下級 | ドー・ベレマ             | 津金恵                             | マイリン・デル＝トロ＝カルバハル バルドルジ・ムングンチメグ |
| 70kg以下級 | バルバラ・マティッチ     | 新井千鶴                           | サンドラ・ディートリヒ マルゴー・ピノ                       |
| 78kg以下級 | 吉村静織                 | サマンタ・ソアレス                 | マドレーヌ・マロンガ ブリギタ・マティッチ                   |
| 78kg超級   | 稲森奈見                 | カロリン・ヴァイス                 | クラリサ・タウベ シビラ・ファショリ                         |

## 国別団体戦

### 男子
| 優勝 | 2位 | 3位                                                             | 3位 |
| ジョージア ゲラ・ケリハシビリ レバン・グガバ ベカ・ドングバニ ベカ・グビニアシビリ レヴァニ・マチアシビリ | ギリシャ ゲルギオス・アゾイディス ロマン・ムストプロス アレキシオス・タナツィディス トゥジバン・ケリシャン ダビド・カラクリディス | 日本 橋口祐葵 竪山将 岩渕侑生 小原拳哉 小林悠輔 倉橋功 佐藤和哉 | ウクライナ · ウラディスラフ・ディデンコ · アルトゥール・サルキシャン · ビクトル・マクハ · ビアチェスラフ・デレビアンコ · ヤキフ・ハンモ |

### 女子
| 優勝                                                | 2位 | 3位 | 3位 |
| 日本 志々目愛 出口クリスタ 津金恵 新井千鶴 稲森奈見 | フランス アマンディーヌ・ブシャール アメリー・ギュウル ランセイ・サン・サン・ムワ マリー＝エヴ・ガイエ マドレーヌ・マロンガ | クロアチア ベアタ・グスザック テナ・シキッチ マヤ・ブラゴエビッチ バルバラ・マティッチ ブリギタ・マティッチ | ドイツ サフォー・チョバン エミリー・ドツラー ビビアン・ヘルマン サンドラ・ディートリッヒ カロリン・ヴァイス |

### 各国メダル数
| 順 | 国・地域         | 金 | 銀 | 銅 | 計 |
| -- | ---------------- | -- | -- | -- | -- |
| 1  | 日本             | 4  | 4  | 6  | 14 |
| 2  | ロシア           | 3  | 0  | 0  | 3  |
| 3  | ジョージア       | 2  | 0  | 2  | 4  |
| 4  | フランス         | 1  | 1  | 4  | 6  |
| 4  | ドイツ           | 1  | 1  | 4  | 6  |
| 6  | ギリシャ         | 1  | 1  | 1  | 3  |
| 7  | カナダ           | 1  | 1  | 0  | 2  |
| 7  | 韓国             | 1  | 1  | 0  | 2  |
| 9  | クロアチア       | 1  | 0  | 2  | 3  |
| 10 | イタリア         | 1  | 0  | 1  | 2  |
| 11 | オランダ         | 1  | 0  | 0  | 1  |
| 12 | ブラジル         | 0  | 2  | 5  | 7  |
| 13 | ルーマニア       | 0  | 2  | 1  | 1  |
| 14 | ウズベキスタン   | 0  | 2  | 0  | 2  |
| 15 | モンゴル         | 0  | 1  | 1  | 2  |
| 16 | カザフスタン     | 0  | 1  | 0  | 1  |
| 16 | ベネズエラ       | 0  | 1  | 0  | 1  |
| 18 | アゼルバイジャン | 0  | 0  | 1  | 1  |
| 18 | ベルギー         | 0  | 0  | 1  | 1  |
| 18 | キューバ         | 0  | 0  | 1  | 1  |
| 18 | スロベニア       | 0  | 0  | 1  | 1  |
| 18 | スイス           | 0  | 0  | 1  | 1  |
| 18 | チュニジア       | 0  | 0  | 1  | 1  |
| 18 | トルコ           | 0  | 0  | 1  | 1  |
| 18 | ウクライナ       | 0  | 0  | 1  | 1  |